# TJB 뉴스 (1040)
TJB 뉴스 (1040)는 대전·충남·세종에서 매일 오전 10시 40분에 방송되었던 TJB의 오전 시간대 뉴스 프로그램이다.

## TJB의 다른 뉴스 프로그램
- TJB 8 뉴스
- TJB 아침뉴스
- TJB 뉴스 (1400)

## 같이 보기
- TJB
- SBS 뉴스 (1030)